# Echeveria runyonii
Espèce
Echeveria runyonii est une espèce de plantes succulentes de la famille des Crassulacées originaire du Mexique.